# Briosne-lès-Sables
Briosne-lès-Sables é uma comuna francesa na região administrativa do País do Loire, no departamento de Sarthe. Estende-se por uma área de 9.85 km². Em 2010 a comuna tinha 532 habitantes (densidade: 54 hab./km²).